# Біґ-Фолс (Міннесота)
Біґ-Фолс (англ. Big Falls) — місто (англ. city) в США, в окрузі Кучичинг штату Міннесота. Населення — 175 осіб (2020).

## Географія
Біґ-Фолс розташований за координатами 48°10′46″ пн. ш. 93°48′33″ зх. д. / 48.17944° пн. ш. 93.80917° зх. д. (48.179571, -93.809278).  За даними Бюро перепису населення США в 2010 році місто мало площу 15,69 км², уся площа — суходіл.

## Демографія
Згідно з переписом 2010 року, у місті мешкало 236 осіб у 130 домогосподарствах у складі 63 родин. Густота населення становила 15 осіб/км².  Було 181 помешкання (12/км²).
Расовий склад населення:
| - 97,0 % — білих - 1,7 % — корінних американців |

До двох чи більше рас належало 1,3 %. Частка іспаномовних становила 1,7 % від усіх жителів.
За віковим діапазоном населення розподілялося таким чином: 11,4 % — особи молодші 18 років, 64,9 % — особи у віці 18—64 років, 23,7 % — особи у віці 65 років та старші. Медіана віку мешканця становила 53,8 року. На 100 осіб жіночої статі у місті припадало 112,6 чоловіків;  на 100 жінок у віці від 18 років та старших — 115,5 чоловіків також старших 18 років.
Середній дохід на одне домашнє господарство  становив 39 044 долари США (медіана — 28 958), а середній дохід на одну сім'ю — 56 345 доларів (медіана — 48 750). Медіана доходів становила 37 500 доларів для чоловіків та 26 250 доларів для жінок. За межею бідності перебувало 11,4 % осіб, у тому числі 0,0 % дітей у віці до 18 років та 6,2 % осіб у віці 65 років та старших.
Цивільне працевлаштоване населення становило 106 осіб. Основні галузі зайнятості: виробництво — 23,6 %, сільське господарство, лісництво, риболовля — 20,8 %, роздрібна торгівля — 10,4 %, науковці, спеціалісти, менеджери — 8,5 %.